# Кахаль-Печ
Кахаль Печ — руїни міста мая, що знаходяться недалеко від сучасного міста Сан-Ігнасіо-Кайо, в Белізі. Центр міста розташований на вершині пагорба на західному березі річки Макаль. Назва міста мовою мая означає місце кліщів, але стара назва міста невідома.

## Історія
Перші люди жили на цьому місці вже в 1200-х роках до н. е., але основна частина споруд належить до періоду 300–700 років. У IX столітті з невідомих причин жителі покинули Кахаль Печ і він був поступово забутий.

## Опис
У центрі міста була велика кількість релігійних споруд. Основна будівля Кахаль Печ — високий храм, заввишки приблизно 25 м. Навколо нього розташовані інші різні структури міста (всього зараз відкриті 34). Наявність двох полів для гри в м'яч, в такому невеликому, за мірками мая, поселенні, дало історикам право стверджувати, що Кахаль Печ було місцем перебування вельмож з-поміж мая (можливо, заміською резиденцією когось із маянських правителів).
У місті була розвинена торгівля нефритом та обсидіаном з центральної Гватемали.

## Історія досліджень
Кахаль Печ був відкритий лише в 1950-х роках, а перші масштабні розкопки почалися 1988 року. Дослідження тривають і на сьогодні, хоча основна частина Кахаль Печ відкрита для туристів.

## Галерея

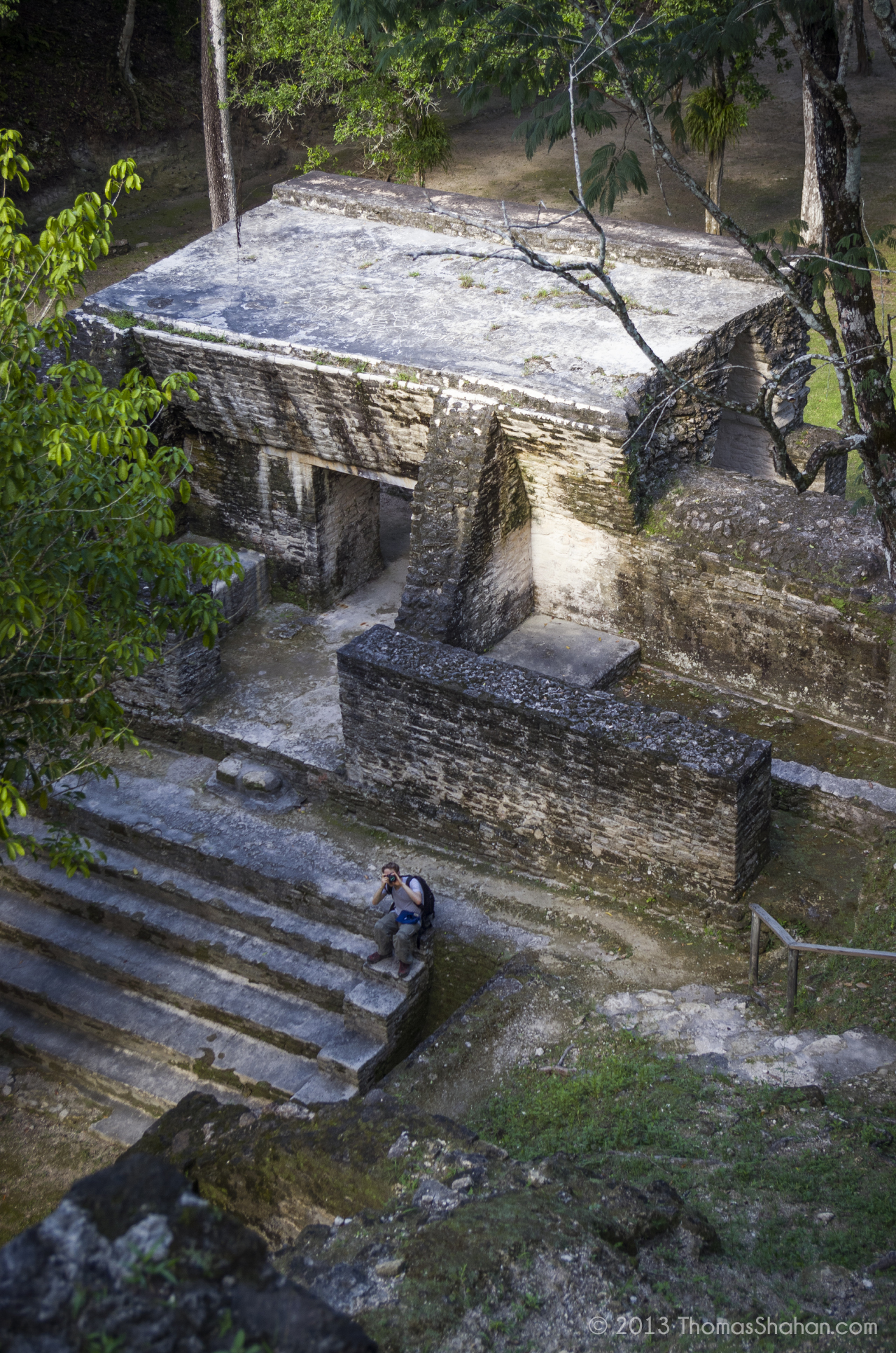
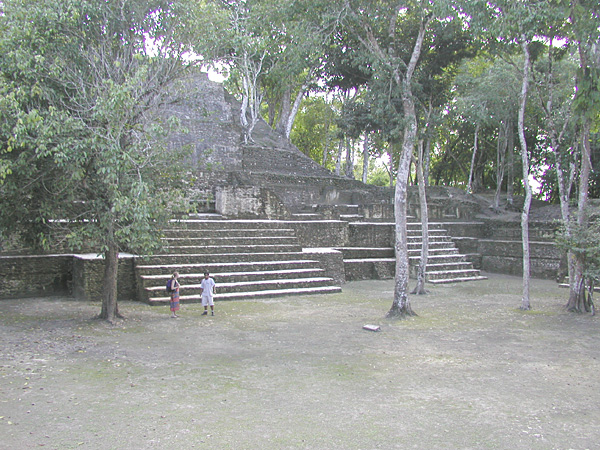
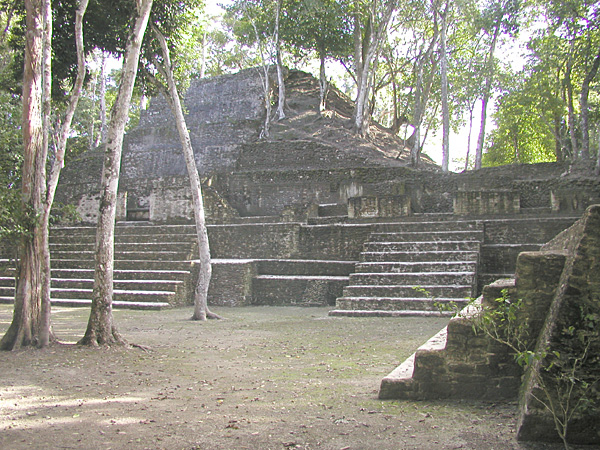
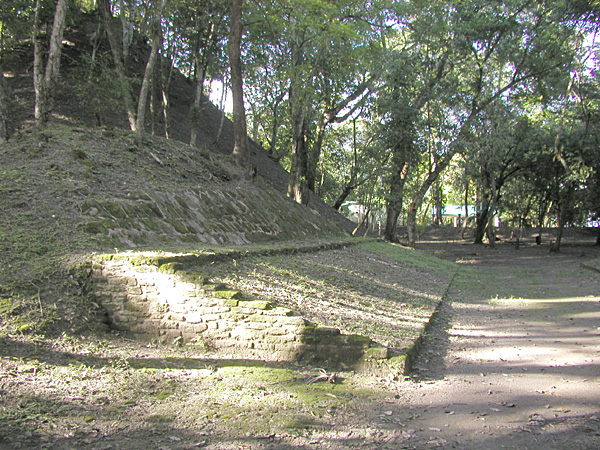
Поле для гри з м'ячем
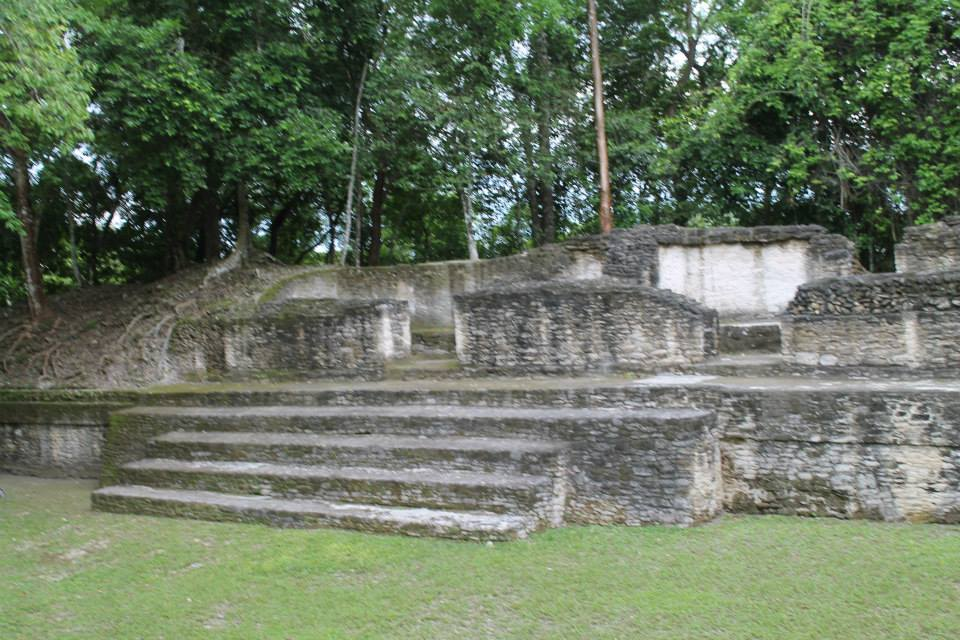
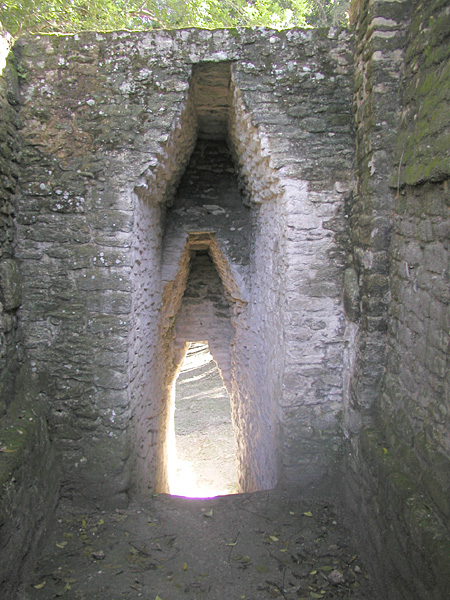
Арка